# Casesnoves (Illa)

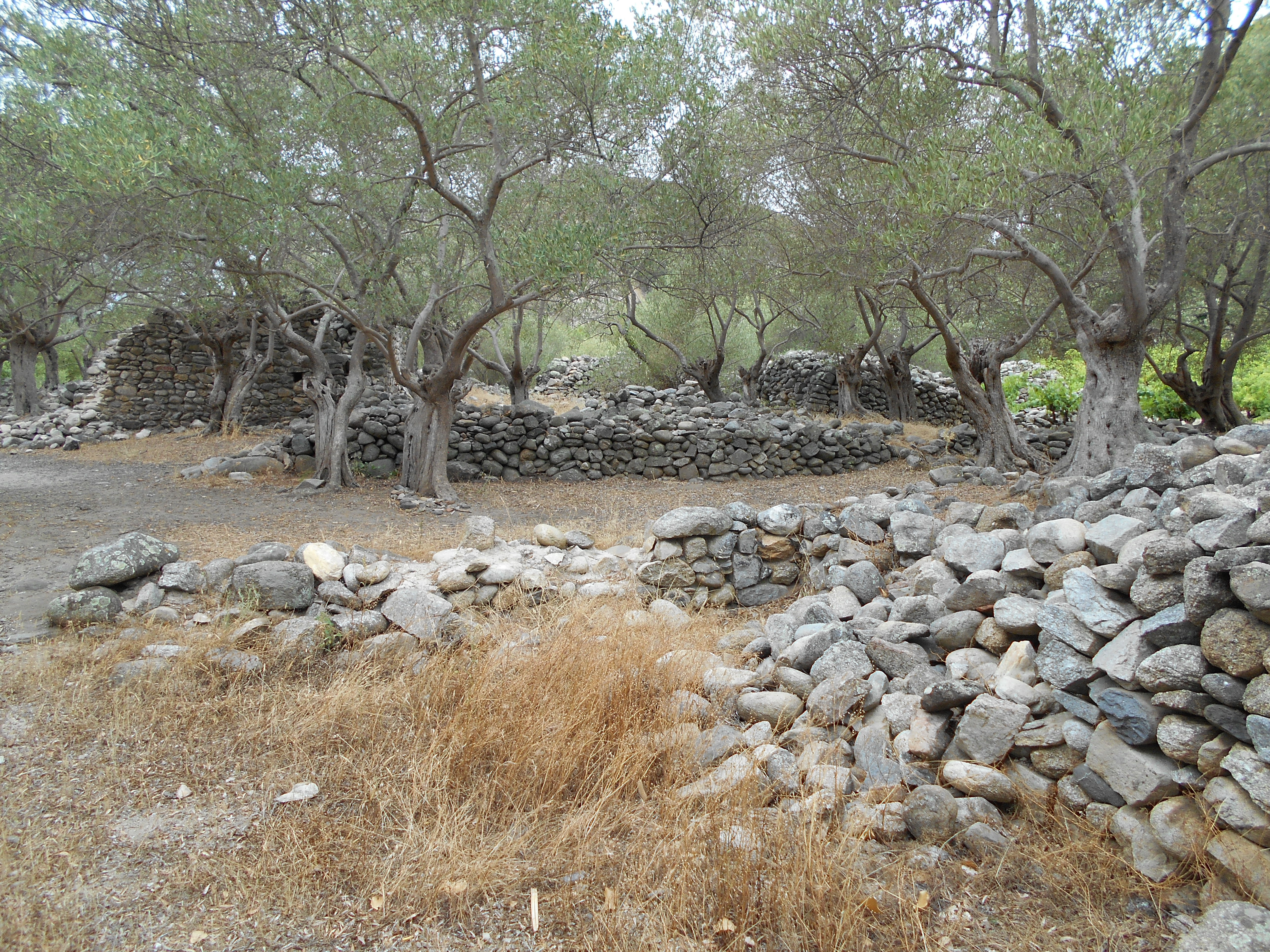
Ruïnes de les cases de Casesnoves

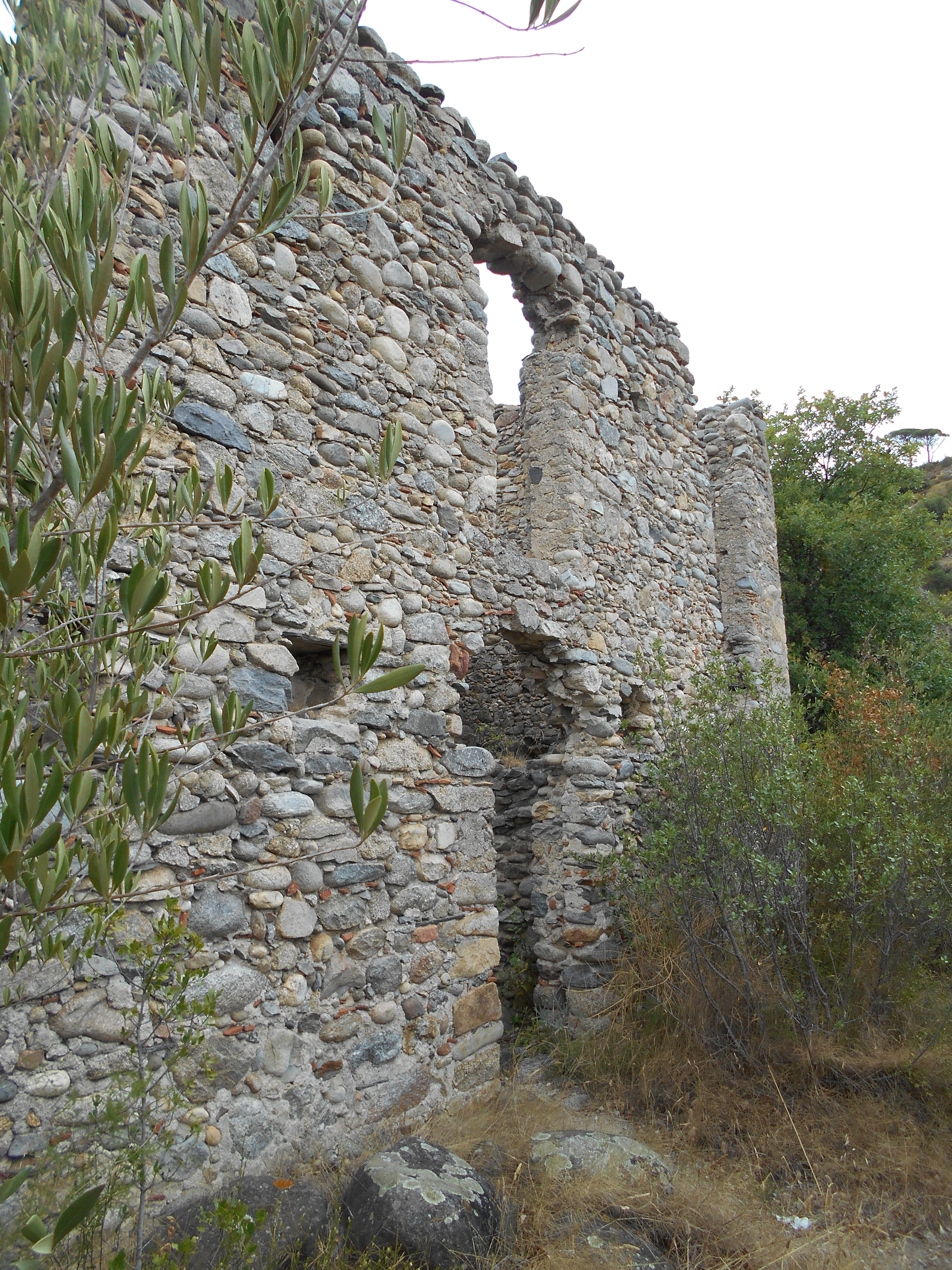
La casa més sencera de Casesnoves

Casesnoves és un antic poble del terme comunal d'Illa, a la comarca del Rosselló, de la Catalunya del Nord, actualment només hi ha dempeus l'església, recentment restaurada, dels Sants Just i Pastor de Casesnoves i la torre mestra del Castell de Casesnoves.
Està situat a l'oest de la vila d'Illa, a l'esquerra de la Tet. Estava al peu del camí que discorria pel marge esquerre del riu procedent del Conflent (Rodès) per una banda i de la Fenolleda (Montalbà del Castell) de l'altra. Formà part de la línia de defensa de la frontera comtal (Comtat del Rosselló, amb els de la Fenolleda i del Perapertusès, en mans del rei de França, els dos darrers).